# Mordfall Stefan Lamprecht
Als Mordfall Stefan Lamprecht wird die ungeklärte Ermordung des 13-jährigen Stefan Lamprecht zwischen dem 2. und 8. August 1995 in Berlin bezeichnet.

## Sachverhalt
Stefan Lamprecht wurde am 20. April 1982 in der DDR geboren, wohnte nach  der Wende mit seiner Mutter und seiner Schwester in Kiel. In den Sommerferien des Jahres 1995 hielt er sich ab dem 16. Juli bei seinem Vater und seiner Großmutter in Berlin auf. Diese wohnten im Bezirk Prenzlauer Berg in der Seelower Straße, nahe dem U- und S-Bahnhof Schönhauser Allee. Weil er einige Zeit zuvor nach einem Schwimmbadbesuch mit seinem Großcousin seine Badesachen bei den Großeltern des Großcousins  in der Pankower Sellinstraße vergessen hatte, wollte er diese am 2. August abholen. Dazu brach er gegen 15:00 Uhr bei der Wohnung seiner Großmutter auf, begab sich zu  den Großeltern  seines Großcousin und verließ wiederum deren Wohnung mit den in einer weißen Plastiktüte gepackten Badesachen gegen 16:15 Uhr. Dort wurde er auch letztmals gesehen.
Da Stefan als sehr zuverlässig galt und er mit ihm nachtangeln gehen wollte, erstattete sein Vater in den späten Abendstunden Vermisstenanzeige. Die Leiche von Stefan Lamprecht wurde am Dienstag, den 8. August, beim Entladen eines Güterwagens mit aus Berlin stammendem Hausmüll auf der Mülldeponie Schöneiche gefunden. Da Stefans Leiche ohne seine Kleidung, welche aus einer kurzen, hellblauen verwaschenen Jeanshose, einem grünen, ärmellosen T-Shirt und Sandalen bestanden hatte, und mit zahlreichen Messerstichen, darunter im Unterleib, aufgefunden wurde, wird von einem Sexualmord ausgegangen.
Bekleidung und Badesachen wurden nicht gefunden. Die Ermittlungen blieben bis heute erfolglos. Es ist unklar, mit welchen Transportmitteln der 1,54 Meter große, schlanke Junge den 2,5 km langen Weg von der Seelower Straße in die Sellinstraße bewältigt hat. Er kann sowohl zu Fuß gegangen sein als auch öffentliche Verkehrsmittel entlang der Schönhauser Allee bzw. der Berliner Straße zwischen Pankow und Prenzlauer Berg, wie etwa die Straßenbahn, genutzt haben. Da keine weiteren Kontakte innerhalb Berlins bestanden, wird von einem zufälligen Zusammentreffen mit dem Täter ausgegangen, welcher seine sadistischen Phantasien aber bereits im Vorfeld durchgespielt oder mitgeteilt haben könnte. Trotzdem ist es denkbar, dass der Mörder sozial integriert, unauffällig, sicher und selbstbewusst sein könnte. Weil Stefan Lamprecht hilfsbereit war, ist es möglich, dass er um einen Gefallen gebeten wurde. Da er bereits rauchte, ist es ebenfalls denkbar, dass der Kontakt so zustande kam. Auffällig ist, dass seine Leiche eine erhebliche Blutalkoholkonzentration aufwies, obwohl er nicht trank. Hierbei ist auch eine gewaltsame Verabreichung denkbar. Vermutlich befand sich der Junge für einige Zeit an einem ruhigen Ort in der Hand seines Mörders. Aufgrund von Funden in dem Güterwagen wird davon ausgegangen, dass seine Leiche im Bereich Schönhauser Allee/Berliner Straße in den Hausmüll gelegt wurde.
Auch eine zwischenzeitliche Ablage ist denkbar, da die gesamte Leiche panadeartig mit Braunkohlerückständen überzogen war, was auf eine entsprechende Lagerstätte hindeuten könnte. Weiter ist auffällig, dass die Müllsäcke am Körper tendenziell eher als Kleidung denn als Verpackungsmaterial wirkten, was eine Beziehung des Täters mit dem Material denkbar erscheinen lässt.

## Rezeption
Der Fall erfuhr eine über Jahre andauernde Medienresonanz.